# Acraea vestoides
Acraea vestoides är en fjärilsart som beskrevs av Moore 1901. Acraea vestoides ingår i släktet Acraea och familjen praktfjärilar. Inga underarter finns listade i Catalogue of Life.